# Flaga gminy Hukvaldy
Flaga gminy Hukvaldy opracowana została na bazie barw heraldycznych herbu gminy Hukvaldy. Dolna część flagi nawiązuje do herbu arcybiskupstwa ołomunieckiego - Hukvaldy należały w przeszłości do biskupów i arcybiskupów ołomunieckich wraz z zamkiem i okolicznymi miejscowościami. Niebieska lutnia nawiązuje do postaci Janáčka (na terenie wsi znajduje się fontanna w kształcie lutni), natomiast postać lisa do jednej z oper kompozytora - Příhody lišky Bystroušky (pomnik lisicy znajduje się na jednej ze ścieżek dydaktycznych gminy).